# Frontignan-Savès
Frontignan-Savès település Franciaországban, Haute-Garonne megyében. Lakosainak száma 67 fő (2022. január 1.). Frontignan-Savès Martisserre, Mauvezin, Garravet és Saint-Lizier-du-Planté községekkel határos.

## Népesség
A település népességének változása:
| Lakosok száma | 68   | 71   | 46   | 56   | 61   | 66   | 70   | 73   | 71   | 67   |
|               | 1968 | 1982 | 1990 | 2006 | 2013 | 2015 | 2017 | 2019 | 2020 | 2022 |